# Grossmann Gusztáv
Grossmann Gusztáv (Budapest, 1878. augusztus 10. – Budapest, 1957. január 16.) fizikus, a rétegfelvevő röntgenkészülék, a tomográf feltalálója.

## Életműve
Dr. Grossmann Lipót (1821–1900) orvos és Pick Karolina gyermekeként született izraelita családban. Tanulmányait a budapesti Műegyetemen kezdte, majd a zürichi Eidgenössische Technische Hochschule műszaki egyetemen folytatta, ahol 1900-ban szerzett oklevelet. 1911-től a berlini Siemens–Halske cég munkatársa volt. Kísérleteinek eredményeként és kezdeményezésére készítette el a cég a világ első 200 kV állandó egyenfeszültségű, kétszelepes mélyterápia-készülékét, amely teljesen kiszorította az addig használatos mélyterápiás gépeket. Behatóan foglalkozott a röntgenfizika és -technika kérdéseivel. 1915–1918 között a cég bécsi vállalatának, 1924-ben a berlini gyár orvostechnikai részlegének a vezetője, 1925–31 között pedig a Siemens–Reiniger–Veifa cég igazgatója volt. Ebben az időszakban igen nagy szerepe volt a ventilcsöves röntgenkészülékek kifejlesztésében.
1932-ben visszavonult a gazdasági élettől, és a tudományos munkának szentelte életét. Az 1935-ben megjelent alapvető értekezései és az ezekben lefektetett elvek alapján készült el az első, a gyakorlati céloknak is megfelelő rétegfelvevő röntgenkészülék, a Tomograph, amely hamarosan az egész világon elterjedt. A berendezéssel lehetőség nyílt a kijelölt, tetszőleges testmélységben lévő, mintegy 1–2 centiméter vastagságú réteg vizsgálatára és képének rögzítésére a szomszédos szervek, szövetrészek árnyékának kiiktatásával. A rétegfelvétel útján nyert kép az általános röntgenfelvételtől eltérően az emberi testnek egy kiválasztott szelvényét tartalmazta. Kutatásainak eredménye alapján készültek a későbbi rétegfelvevő-készülékek is, amelyek csupán elnevezésükben (planigraph, stratigraph stb.), nem pedig lényegileg különböztek egymástól.
1942-ben hazatért Magyarországra, és az Országos Onkológiai Intézetben dolgozott haláláig. Munkásságának egyik fő célja a hazai röntgenológia technikai és tudományos színvonalának emelése volt. 1951-ben a Híradástechnikai Tudományos Egyesület röntgenosztályának elnökévé választották.

## Főbb művei
- Einführung in die Röntgentechnik. Berlin, 1913.
- Physikalische und technische Grundlagen der Röntgentherapie. Berlin, 1925.
- Lung Tomography. Brit. Journal Radiology, 1935.